# Casa Armengol (Alt Àneu)
La Casa Armengol és un edifici a Sorpe, al municipi d'Alt Àneu (Pallars Sobirà) inclosa a l'Inventari del Patrimoni Arquitectònic de Catalunya.

## Descripció
Edifici de grans dimensions, de forma rectangular allargada. Delimita al nord pel carrer major, on s'obre un gran portal que dona accés a un pati, a l'est per la plaça major i el carreró que condueix a l'església, per l'oest amb una casa veïna i pel sud amb un hort tancat. A aquest hort s'obre a peu pla un ampli porxo format per quatre grans arcs de mig punt i en els dos pisos superiors galeries de fusta amb barana i embigats bellament treballats. L'edifici consta de planta baixa i dos pisos de gran alçada, a més de dos pisos de mansarda il·luminats només per unes espaiades i diminutes llucanes. La coberta és de pissarra, a quatre aigües. Les parets són de pedra sense desbastar. La casa, que fou un antic convent, posseeix una capella.